# Свальбард (ледокол)
«Свальбард», W 303 (норв. KV Svalbard) — норвежский ледокол, состоящий на вооружении береговой охраны. Используется также в роли патрульного корабля. Спроектирован в конце 1990-х годов для поддержки других кораблей береговой охраны, в частности, патрульных кораблей типа «Нордкап». Принят на вооружение в 2002 году. Является одним из крупнейших кораблей, состоящих на вооружении ВМС Норвегии.
В 2007 году, премьер-министр Канады Стивен Харпер объявил о том, что Канада планирует построить от шести до восьми патрульных кораблей, основанных на проекте «Свальбарда».